# Testament (droit)

Dernières volontés et testament de Tennesse Williams (première page).

En droit, le testament est un acte par lequel le testateur dispose, pour le temps après sa mort, de tout ou partie de ses biens, et qu'il peut révoquer.

## Droit français
Les règles encadrant les testaments sont prévues par les articles 893 et suivants du Code civil français. Dans neuf successions sur dix, il n'y a pas eu de testament. Le testament olographe, le plus simple et le plus courant, contient neuf fois sur dix des omissions, des ambiguïtés ou des imprécisions quand il est fait seul à la maison. Depuis décembre 2013, la presse évoque régulièrement la notion de « testament en ligne », service destiné à faciliter cette démarche.

## Droit québécois
En droit québécois, le testament est défini à l'article 704 du Code civil du Québec comme étant « un acte juridique unilatéral, révocable, établi dans l’une des formes prévues par la loi, par lequel le testateur dispose, par libéralité, de tout ou partie de ses biens, pour n’avoir effet qu’à son décès. Il ne peut être fait conjointement par deux ou plusieurs personnes ».

## Droit thaïlandais
En droit thaïlandais, les testaments sont définis aux articles 1646 et suivant du Code Commercial et Civil de la Thaïlande. Le code Civil en Thaïlande est largement inspiré du Code Civil français. Il existe plusieurs types de testament à savoir, le testament par acte public (section 1656), le testament olographe (section 1657), le testament secret (Section 1659), le testament par document devant témoins (section 1658) et le testament oral (section 1660).

## Common law
En droit successoral de common law, le testament (anglais : will)  peut être défini comme étant un « acte unilatéral et solennel, révocable jusqu'au décès de son auteur (le testateur), par lequel celui-ci dispose de tout en partie des biens qu'il laissera en mourant ». Les règles successorales de common law sont différentes des règles successorales de droit civil.